# Lithium-ion-polymeer-accu
Een lithiumpolymeeraccu, ook wel lithiumionpolymeeraccu of kortweg Lipo-accu is een oplaadbare batterij. De batterij is een variant van de lithiumionaccu.
De Lipo-accu wordt met name in de modelbouw en in sommige elektrische autos zoals de Kia Soul EV gebruikt vanwege het grote vermogen in verhouding tot het gewicht. Tevens hebben deze accu's een lage interne weerstand, waardoor ze een hoge stroom kunnen afgeven. De Lipo-cel heeft geen last van het geheugeneffect, zoals bij de NiCd-cel.
Het laden van een Lipo-accu gaat vrij snel: in zo'n 1 à 1,5 uur is hij opgeladen. Wel is het belangrijk dat het opladen met de juiste lader gebeurt. Lipo-accu's kunnen bij verkeerd laden, waarbij de temperatuur aardig kan oplopen, in brand vliegen of exploderen. Er zijn dan ook speciale Lipo-celladers in de handel.
In vergelijking tot NiCd- en NiMH-cellen kennen Lipo-accu's een kleine zelfontlading en kunnen ze maandenlang bewaard worden zonder noemenswaardig verlies van lading. Als men een Lipo-accu langdurig ongebruikt wil bewaren, is het het beter om ze op maximaal 80% van de maximale lading te laden en ze koel te bewaren bij een omgevingstemperatuur lager dan 25°C.
Een Lipo-cel heeft een bronspanning van 3,7 volt, bijna drie keer zo hoog als die van NiCd- en NiMH-accu's. Bij het ontladen mag de spanning van een Lipo-cel niet onder de 3 volt komen, anders is de kans groot dat de accu daarna niet meer te laden is.